# Jean Chalopin (réalisateur)
Pour les articles homonymes, voir Chalopin.
Jean Chalopin, né le 31 mai 1950 à Sannois, est un producteur et scénariste français. Au cours des années 1980 et années 1990, il a participé à la création de nombreux dessins animés comme Les Mystérieuses Cités d’or, Inspecteur Gadget, Ulysse 31, Jayce et les Conquérants de la lumière, Pole Position, MASK, etc.

## Biographie
Jean Chalopin est né le 31 mai 1950 à Sannois dans le Val-d'Oise. Sa passion pour l'écriture, qu'il entretient depuis ses neuf ans, se concrétise en 1961, lorsqu’il présente sa première œuvre au concours d'art dramatique du casino d'Enghien. Il s’intéresse alors également au théâtre et aux publications relatives au théâtre et au cinéma de L'Avant-scène. Il quitte l'école après l'obtention du BEPC en 1964 et travaille ensuite comme plongeur, laveur de wagon et distributeur de prospectus.
En 1965, le voisin de palier de Jean Chalopin, Paul Guimezanès, alors professeur aux beaux-arts de Tours, lui présente un de ses élèves qui « pisse la peinture », Bernard Deyriès. Outre la vente de ses poèmes sous la forme de carnets polycopiés aux terrasses de café tourangelles et parisiennes, Chalopin crée le club de l'« Arche Crypthéope » (pour crypte théâtre poésie peinture) produisant différents artistes locaux dans un café du vieux Tours, le « Trou dans le mur ». Chalopin y récite ses poèmes ; il y retrouve Bernard Deyriès, qui chante et joue à la guitare.
En 1968, Jean Chalopin crée sa société de distribution de prospectus publicitaires, l'OGAP (Office de Gestion et d'Action Publicitaire), dont les premiers contrats sont signés avec des commerçants du quartier d'abord, puis des entreprises de Tours. La société gagne en importance et distribue sur les villes alentour. La télévision se développant en France, l'OGAP rachète en 1969 le studio de films publicitaires « Pierre Dubiau ». La société crée alors des films publicitaires pour lesquels Jean écrit les scénarios qui seront réalisés par Dominique Ferrandou. Jean contacte alors le circuit de distribution des cinémas UGC « Circuit A » dirigé par Jean-Charles Edeline, ce qui permet des contrats supplémentaires, grâce à l'appui de Michel Luneau et avec Pierre Colombel ; l'OGAP se lance aussi dans la réalisation de films institutionnels.
En 1971, grâce à l'apport de 20 000 francs de la part du quotidien régional La Nouvelle République du Centre-Ouest, l'OGAP devient la SARL DIC (Diffusion Information Commerciale). Le directeur financier du quotidien La Nouvelle République, Philippe de Closet, accompagne Jean dans son apprentissage de la finance, ce qui lui permet de développer DIC. À l'occasion d'une demande de l'association professionnelle des opticiens et acousticiens d'Orléans qui souhaitent réaliser un dessin animé publicitaire, Jean Chalopin contacte Bernard Deyriès qui enseigne alors l'animation à l'école Brassart. Avec l'aide de Marie-Pierre Journet, ils vont réaliser une bande annonce animée d'environ une minute. Lorsqu'il prend contact avec « Vidéogrammes de France », Jean fait la rencontre de Jasmine Delacroix qui s'est occupé de la publicité institutionnelle pour France Inter pendant quinze ans, ouvrant ainsi de nouvelles perspectives de prospection pour DIC.
En 1974, Bernard Deyriès rejoint DIC en tant que directeur artistique et embauche Marie-Pierre Journet, Jasmine Delacroix intègre l'équipe ainsi que Max Saldinger, en tant que directeur de production. La plupart des émissions vendues sont des dessins animés et un studio d'animation est créé à Tours ; un autre suivra à Paris en 1980.
Suivant des réflexions qu'il mène avec René Borg, Jean Chalopin décide de créer une filiale de DIC au Japon, afin de se rapprocher du lieu de production, et crée KKDIC qui produira notamment Ulysse 31, Jayce et les Conquérants de la lumière, Pole Position, MASK, etc..
À partir de 1978, il participe à la création du dessin animé Les Mystérieuses Cités d’or, projet qui aboutit en 1982 et devient rapidement un immense succès.
En 1982, il part s'installer à Los Angeles, où il monte la filiale DIC Entreprise, en s'associant avec Andy Heyward. Dès 1984, le succès de la filiale américaine propulse DIC au rang de première société mondiale de création et de production de programme télévisé pour enfants, faisant de Jean Chalopin un des auteurs français les plus prolifiques .
En 1987, à la suite de tensions en interne, Jean Chalopin décide de revendre ses parts de DIC pour créer une autre société, C&D (Créativité et Développement). Cette transaction est une fusion/acquisition par DIC de Computer Memories Inc. par échange d'action permettant à Andy Heyward d'acquérir plus de 50 % des parts.
Jean Chalopin a créé des concepts originaux et des histoires originales qu'il faisait réaliser par des studios de l'Asie du Sud-Est, du Japon et de la Corée du Sud. Parfois, Chalopin produira ses réalisations dans son propre studio de production KK DIC / KK C&D Asie mais aussi avec d'autres studios.[pas clair]
À la fin des années 1980, il lance un projet de parc d'attraction intérieur : Planète magique. Installé à Paris, dans l'ancien théâtre de la Gaîté, ce parc très novateur pour l'époque (utilisation de technologies naissantes comme les écrans tactiles) ne connaîtra pas le succès escompté. Ayant été fini à la hâte pour ouvrir pour les fêtes de fin d'année en 1989, il décevra le public. Des mises aux normes et un nouvel investissement seront effectuées mais le parc sature facilement et les pannes sont récurrentes. Il sera définitivement fermé en 1991 car les recettes ne couvraient même pas les salaires des employés. Il a été détruit pour laisser place à un centre des arts numériques et musiques actuelles, la Gaîté-Lyrique.
En 1996, C&D est revendu à Fox Kids. Il se consacre à la création de la Fondation StoryPlus, pour encourager l’apprentissage de la lecture auprès des enfants, en mettant notamment en place un groupe d’écrivains venus des quatre coins du monde et dédiant une partie de leur temps à écrire des histoires qui « donneront envie de lire ». La fondation finance la réhabilitation d’une école au Mozambique, organise un programme alimentaire via une école à Soro au Burkina Faso et soutient une école bouddhiste au Bhoutan. Le site web StoryPlus, qui propose des histoires pour les enfants, est créé en 2002.
En parallèle, il continue à travailler en indépendant à travers plusieurs sociétés (Jetlag, Jean Chalopin Consulting ou JCC). Il est auteur sur la nouvelle série d’Inspecteur Gadget (Gadget et les Gadjetinis) pour DIC USA et Saban, et à la production des deux films de l'inspecteur en prises de vues réelles pour Walt Disney.
Il développe un certain nombre de projets, y compris une série pour la chaîne HBO (Confessions), la série Cyrano 2022 pour France 2 (2001). Il écrit et produit en partie Touch of the Panda (titre original en chinois, traduit en anglais par Trail of the Panda) un long-métrage en prise de vues réelles réalisé par Disney pour le marché asiatique en 2009,.
Il est un moment producteur chez Movie Plus.
Avec Emmanuel Mounier, il cofonde « Unique Heritage Media » en 2014, un groupe de presse spécialisé dans les magazines pour la jeunesse[réf. nécessaire].
Il est aujourd'hui directeur de Deltec, une banque située aux Bahamas dans laquelle il avait commencé à investir en 1987, jusqu'à en devenir l'actionnaire majoritaire. Sa banque détient une part des fonds couvrant la cryptomonnaie Tether, de type stablecoin. Il a investi dans celle-ci en 2018.

### Vie privée
Jean Chalopin se marie avec la top-model singapourienne Ethel Fong en 1998. Ils ont deux enfants : Janvier (né en 1991) et Tanis (né en 1994).
De 1987 à 2006, il est propriétaire du château de Farcheville situé à Bouville en Essonne,.

## Œuvre

### Animation

#### DIC
- Les Mystérieuses Cités d'or
- Ulysse 31
- Inspecteur Gadget
- Les Minipouss
- Pole Position
- Les Bisounours
- Les Entrechats
- Jayce et les Conquérants de la Lumière
- Blondine au pays de l'arc-en-ciel
- Denis la malice
- Les Popples
- MASK
- Kidd Video
- Archibald le Magichien
- Gadget et les Gadgetinis
- Inspecteur Gadget : Affaire inclassable
- Joyeux Noël, Inspecteur Gadget
- Le Clip de Nono J'fais du bruit
- Les Amichaines
- Les Aventures de Teddy Ruxpin
- Les Catcheurs du Rock
- Les Minipouss : Leur Véritable Histoire
- Les Minipouss et la Statue de la Liberté
- S.O.S Fantômes[réf. nécessaire]
- He-Man, le Héros du Futur
- Le Secret de Sabrina
- Le Roi Arthur et les Chevaliers de Justice
- Inspecteur Gadget 3D
- Kissyfur

#### C&D
- Les Aventures de Carlos
- Michel Vaillant
- Bambou et Compagnie
- Conan l’Aventurier
- Le Maître des Bots
- Le Secret du Loch Ness
- Cupido
- Diplodo
- Les Jumeaux du bout du monde
- Les Rock'Amis
- Sophie et Virginie
- Sophie et Virginie II : Voyage en Afrique
- Le Roi Arthur et les Chevaliers de Justice
- La Petite Boutique
- Lisa ou le Rêve Olympique
- Les Aventures de T-Rex
- Les Magic Trolls Sven et Célia
- Les Magic Trolls

#### Autres
- The Hitchhiker (Le Voyageur - série TV)
- Cyrano 2022
- Le Prince et la Sirène

### Prise de vue réelle
- La Vie des Botes (avec Christophe Izard)
- La Lucarne d'Amilcar